# Styloniscus thomsoni
Styloniscus thomsoni là một loài chân đều trong họ Styloniscidae. Loài này được Chilton miêu tả khoa học năm 1885.